# 小林熙昌
小林 熙昌（こばやし きよし、1941年 - 2017年2月）は、日本の編集技師。円谷プロダクション元総務・経理部部長。「創英舎」の設立者。

## 主な作品

### テレビ
- ウルトラシリーズ
  - ウルトラマン（1966年 - 1967年）
  - ウルトラセブン（1967年 - 1968年）
  - 帰ってきたウルトラマン（1971年 - 1972年）
  - ウルトラマンA（1972年 - 1973年）
  - ウルトラマンタロウ（1973年 - 1974年）
  - ウルトラマンレオ（1974年 - 1975年）
  - ウルトラマン80（1980年 - 1981年）
- 快獣ブースカ（1966年 - 1967年） - 製作
- 独身のスキャット（1970年）
- 緊急指令10-4・10-10（1972年）
- 君待てども（1974年）
- SFドラマ 猿の軍団（1974年 - 1975年）
- 満天の星（1976年）
- プロレスの星 アステカイザー（1976年 - 1977年）
- 恐竜大戦争アイゼンボーグ（1977年 - 1978年）

### 映画
- ウルトラマンZOFFY ウルトラの戦士VS大怪獣軍団（1984年）
- アニメちゃん（1984年）

## 出演

### DVD
- ウルトラセブン VOL.6特典映像「ウルトラアペンディックス」（1999年）